# 概念模型 (資訊科學)
概念模型在電腦人機互動領域中，概念模型指的是關於某種系統一系列在構想、概念上的描述，敘述其如何作用，能讓使用者瞭解此系統被設計師預設之使用方式。

## 概念模型的產生
概念模型的產生方式有以下兩種：基于活動（Based on activities）或基于对象（Based on objects）。

### 基于活動
依照所要進行的活動區分，使用者與系統間常見的互動方式有以下四種類型：
1. 指示（Instructing）－使用者輸入指令或要求，從目錄選單中選擇、按下按鈕等。此類型概念模式的優點在於，它提供快速且有效率的互動。例如路邊常見的自動販賣機即屬於此類型。但此類型僅只於使用者對系統下達命令，為單向的傳播。
2. 對話（Conversing）－此類型的基本概念為使用者與系統間產生「對話」。與上一類型不同的是，對話是試圖產生雙向的溝通，系統不再只是執行指令的機器。當使用者需要找出某種特定的資訊時，即適用於此類型，如搜尋引擎即為其中一例。對話類型的優勢在於，它能夠讓使用者以原本熟悉的方式與系統進行互動，但缺點為可能容易產生誤解。
3. 操作（Manipulating and Navigating）－此類型中最常見的例子為「直接操作」（Direct manipulation），這是由Ben Shneiderman（1983）提出的辭彙，而根據Shneiderman，直接操作介面的特點包括：立即動作且能得到立即的回饋，以實際動作、按鍵取代語法複雜的指令等。其優點在於操作容易，此種直接介面能幫助新手快速學習基本操作方式，而老手則能夠將其運用在執行更多任務上，即使久未接觸的使用者，也能夠輕易記起操作方式。其中最著名的例子為早期蘋果電腦的Mac desktop，在此介面上，如果我們使用繪圖工具，介面上即能立即出現繪製的線條，或者將某個檔案拖曳放置於介面上的垃圾桶，會即時出現相應的聲音或影像，代表檔案已成功地被丟棄。
4. 搜尋及瀏覽（Exploring and Browsing）－讓使用者能夠搜尋或瀏覽各種資訊。例如CD-ROM、網頁等都屬於此類。

### 基于对象
基于对象區分，也可說是依照工具區分，此類型比依照活動區分要更來得精確，也就是在某情境之下，某個特定对象被使用的方式。根據Winograd，「試算表」（spreadsheet）是其中一種最成功的範例（Winograd, 1996）。而Dan Bricklin發明的VisiCalc是世界上第一套電子試算表。其成功原因不外乎為Bricklin瞭解商業界活動的需求，並試圖探究現存工具在執行活動時所產生的問題。